# Улица Леси Украинки (Тбилиси)
Улица Леси Украинки (груз. ლესია უკრაინკას ქუჩა) — улица Тбилиси, в районе Мтацминда. Проходит от проспекта Руставели до улицы Братьев Зубалашвили.
Названа в честь украинской писательницы Леси Украинки (1871—1913), жившей в городе в 1904—1905 годах (дом сохранился — улица Вахтанга Мосидзе, 4) и умершей в Грузии.

## История
Застройка района улицы началась после присоединения Грузии к России (1805). Прокладка улиц и выделение участков под застройку осуществлялась по специально разработанному плану, предопределившему прямоугольное членение района.
Прежнее название улицы — Гимназическая, поскольку в 1825 году на углу улицы с современным проспектом Руставели (тогда — Головинским) начали возводить здание гимназии, во многом определившим направление улицы.
В советское время, с 1923 года носила имя пролетарского писателя Горького (1868—1936). Современное название с 1960 года.
В ночь с 9 на 10 марта 1956 года у дома связи на улице произошли столкновения митингующих с силами правопорядка, повлекшие человеческие жертвы.

## Достопримечательности
Школа № 1 (проспект Руставели, 10), бывшая Тифлисская гимназия (1825—1831, архитектор А. И. Мельников, перестроена)
Дом связи (проспект Руставели, 12)
д. 3 — КГБ Грузинской ССР